# Norops amplisquamosus
Norops amplisquamosus är en ödleart som beskrevs av  Mccranie WILSON och WILLIAMS 1993. Norops amplisquamosus ingår i släktet Norops och familjen Polychrotidae. Inga underarter finns listade i Catalogue of Life.